# Landzigt (Zuid-Beijerland)
Landzigt is een ronde stenen korenmolen in de plaats Zuid-Beijerland, in de gemeente Hoeksche Waard, in de Nederlandse provincie Zuid-Holland. De molen dateert uit 1857 en heeft één voorganger gehad op dezelfde locatie in de vorm van een wipkorenmolen. Na in 1955, 1962 en in 1975 van eigenaar te zijn gewisseld, werd Landzigt in 1975 volledig in eigen beheer gerestaureerd door eigenaar Maarten Hunink, samen met een groepje vrienden. Op 25 januari 1990 ging ten gevolge van een zeer zware storm het wiekenkruis door de vang. Hierdoor ontstond brand, waardoor de bovenste twee zolders van de molen volledig uitbrandden. De steenzolder raakte zwaar beschadigd, alhoewel daar nog diverse authentieke delen behouden konden blijven. De maalvloer liep vooral veel roet- en waterschade op.
Om het geld voor herbouw bijeen te brengen, werd al snel Stichting Molen Landzigt 1857 opgericht. Op 16 mei 1992 is Landzigt, na volledig te zijn hersteld, weer feestelijk in gebruik genomen. Sindsdien wordt er op professionele basis graan gemalen met twee koppel maalstenen, die allebei een regulateur hebben. Eén koppel heeft 16der (140 cm in doorsnee) kunststenen en één koppel 16der blauwe stenen. Beide koppels zijn uitgevoerd met een regulateur.
De donkergroene baard van de molen heeft het opschrift:

AN 1857 NO

LANDZIGT

De achterbaard heeft het opschrift:

1857 LANDZIGT 1992

De gevelsteen heeft het opschrift:

DE EERSTE STEEN GELEGD

DOOR Am BLAAK Bz

OP DEN 24 MAART 1857

GEBOREN 27 DEC. 1849
De molen heeft een Oudhollands gevlucht. De in 1992 gemaakte, 22,40 m lange, gelaste binnenroede is gemaakt door de fabrikant Straathof uit Rijpwetering en heeft het nummer 59. De buitenroede, eveneens 22,40 m lang, heeft het nummer 60.
De 4, 55 m lange, gietijzeren bovenas stamt uit 1989, is gegoten door Gieterij Hardinxveld en heeft het nummer 34.
De molen wordt gevangen (geremd) met een vlaamse vang bestaande uit vier vangstukken. De vang wordt bediend met een wipstok.
De kap van de molen kruit op een Engels kruiwerk met 30 rollen dat wordt bediend met een kruihaspel.
Het maalgoed wordt geluid met een sleepluiwerk.

## Overbrengingsverhoudingen
- Het 2,68 m grote bovenwiel heeft 63 kammen met een steek van 11,7 cm.
- De bovenschijfloop heeft 29 staven
- Het spoorwiel heeft 75 kammen met een steek van 9,5 cm.
- De steenschijflopen hebben beide 26 staven
- De schijfloop van de mengketel heeft 27 staven

De overbrengingsverhouding is 1 : 6,27 voor de maalstenen en voor de mengketel 1 : 6,01.